# Радченко, Василий Дмитриевич
Василий Дмитриевич Радченко (1912—1979) — советский военачальник. Участник Великой Отечественной войны. Герой Советского Союза (1943). Гвардии полковник.

## Биография
Василий Дмитриевич Радченко родился 6 января 1912 года (24 декабря 1911 года — по старому стилю) в селе Раковка Киевского уезда Киевской губернии Российской империи (ныне село Вышгородского района Киевской области Украины) в крестьянской семье. Украинец. В 1929 году окончил трудовую школу, и в следующем году поступил в 1-е Киевское артиллерийское училище. С 1933 года служил в строевых частях Рабоче-крестьянской Красной Армии. В 1940 году окончил курсы усовершенствования офицерского состава при Артиллерийской академии РККА имени Ф. Э. Дзержинского. Перед началом Великой Отечественной войны капитан В. Д. Радченко служил в Киевском особом военном округе в должности начальника штаба артиллерийского полка.
В боях с немецко-фашистскими захватчиками Василий Дмитриевич с 23 июня 1941 года на Юго-Западном фронте. Боевое крещение принял в боях под Перемышлем, затем участвовал в обороне Львова, Тарнополя, Киева. Был дважды ранен и один раз контужен. С лета 1942 года сражался в составе 63-й стрелковой дивизии 21-й армии Сталинградского фронта в должности начальника штаба дивизионной артиллерии. Участник Сталинградской битвы. Майор В. Д. Радченко отличился в боях за донские переправы в районе города Серафимович в июле -августе 1942 года. 63-я стрелковая дивизия в оборонительных боях в районе хутора Базковский в течение 31 июля 1942 года за счёт умело организованного артиллерийского огня отразила несколько атак пехоты и танков противника, уничтожив до 2000 вражеских солдат и офицеров, 3 миномётные батареи, 30 орудий и 10 пулемётов. 1 августа, выполняя особое задание командования, майор Радченко с шестью бойцами на двух бронемашинах в городе Серафимович атаковал колонну немецкой пехоты численностью до батальона, уничтожив до 100 военнослужащих вермахта, 2 станковых пулемёта, орудие противотанковой обороны и легковой автомобиль.
Удержанные летом 1942 года под Серафимовичем позиции 63-я стрелковая дивизия 21-й армии в составе Юго-Западного фронта занимала до начала советского контрнаступления под Сталинградом. К началу операции «Уран» Василий Дмитриевич получил звание подполковника. В ходе начавшегося наступления артиллерия дивизии и приданные ей артиллерийские части усиления под непосредственным руководством подполковника Радченко в период с 19 по 24 ноября 1942 года обеспечили прорыв стрелковыми подразделениями двух линий немецкой обороны в районе станицы Распопинская и хутора Избушенский, в результате чего была окружена и разгромлена крупная группировка противника. В результате действий дивизии было уничтожено более 5000 солдат и офицеров неприятеля, взято в плен до 20000 вражеских солдат, захвачено в качестве трофеев до 200 артиллерийских орудий, до 350 миномётов, до 5000 лошадей, 270 подвод, до 1500 винтовок, 20 автомашин и большое количество другого военного имущества. За отличное проведение операции 27 ноября 1942 года 63-я стрелковая дивизия была преобразована в 52-ю гвардейскую.
в январе 1943 года 21-я армия была передана Донскому фронту и принимала участие в операции «Кольцо», в ходе которой была ликвидирована окружённая под Сталинградом группировка немецко-фашистских войск. К началу операции стрелковые части дивизии испытывали серьёзную нехватку личного состава, и основной ударной силой дивизии стали её артиллерийские подразделения. Во время наступления в период с 10 по 26 января 1943 года начальник штаба артиллерии дивизии гвардии подполковник В. Д. Радченко образцово управлял артиллерийскими соединениями и обеспечил их хорошее взаимодействие с пехотой, чем способствовал выходу дивизии на участок железной дороги Сталинград — Красный Октябрь — Александровка, где она соединилась с частями 62-й армии.
В марте 1943 года отлично зарекомендовавший себя в Сталинградской битве гвардии подполковник В. Д. Радченко был переведён на должность командующего артиллерией 167-й стрелковой дивизии 38-й армии Воронежского фронта. До лета 1943 года дивизия занимала оборонительные позиции в Сумском районе Сумской области, которые удерживала во время сражения на Курской дуге. В ходе Белгородско-Харьковской операции 38-я армия прикрывала правый фланг Воронежского фронта и на отдельных участках потеснила немецко-фашистские войска и сумела выйти к реке Псёл прямо напротив Сум. В ходе Сумско-Прилукской операции Битвы за Днепр 167-я стрелковая дивизия при решающей поддержке своей артиллерии овладела сильно укреплённым опорным пунктом немцев Барановкой и, форсировав реку Псёл, очистила от противника северные кварталы города Сумы. Артиллерийские части дивизии способствовали успеху стрелковых подразделений при освобождении города Ромны, за что дивизия была награждена орденом Красного Знамени. Умело распределив огневые средства дивизии и маневрируя ими на поле боя, гвардии подполковник В. Д. Радченко в ходе продвижения к Днепру обеспечил отражение контратак противника, форсирование реки Десны и выход стрелковых подразделений на левый берег Днепра севернее Киева. Артиллерийские батареи, находившиеся в передовых частях дивизии, способствовали овладению штурмовыми отрядами крупного острова напротив села Вышгород, уничтожив при этом свыше 500 немецких солдат и офицеров. В ночь на 27 сентября 1943 года Василий Дмитриевич под интенсивным артиллерийским и миномётным огнём противника лично руководил переправой артиллерии через Днепр. Переправившись вместе со своими бойцами на правый берег реки, гвардии подполковник Радченко умело распределил огневые средства на плацдарме у села Лютеж, обеспечив его успешное закрепление. Артиллеристы способствовали отражению шести контратак и нанесли большой урон врагу, уничтожив 2 артиллерийских батареи и 2 одиночных орудия, шестиствольный миномёт, 11 станковых пулемётов. Огнём дивизионной артиллерии были подавлены артиллерийская и миномётная батареи, 4 шестиствольных миномёта, 3 орудия, 30 пулемётных точек. Плацдарм, захваченный и удержанный частями 167-й и 240-й стрелковых дивизий, получил название Лютежского и сыграл решающую роль при освобождении столицы Украины города Киева. За образцовое выполнение боевых заданий командования на фронте борьбы с немецкими захватчиками, форсирование реки Днепр и проявленные при этом отвагу и геройство указом Президиума Верховного Совета СССР от 24 декабря 1943 года гвардии подполковнику Радченко Василию Дмитриевичу было присвоено звание Героя Советского Союза.
3 ноября 1943 года с Лютежского плацдарма советские войска перешли в наступление в рамках Киевской наступательной операции. В. Д. Радченко со своими артиллеристами участвовал в освобождении Киева, затем отражал танковый контрудар немцев под Фастовом, сражался за освобождение Правобережной Украины. Весной 1944 года Василий Дмитриевич получил звание гвардии полковника и в мае 1944 года принял под командование 23-ю отдельную истребительно-противотанковую бригаду Резерва Главного Командования, которая выводилась на переформирование в Житомирский учебный артиллерийский лагерь. В октябре 1944 года бригада была переброшена в Белоруссию, где до начала декабря находилась в резерве Ставки Верховного Главнокомандующего. 21 декабря 1944 года бригада Радченко была придана 31-й армии 3-го Белорусского фронта и начала подготовку к Восточно-Прусской операции. В начале января 1945 года немецкое командование предприняло попытку отбросить советские войска с территории Восточной Пруссии. 4 января позиции бригады к югу от города Гольдап были атакованы крупными силами пехоты и танков противника. Гвардии полковник В. Д. Радченко умело организовал оборону и лично руководил боем одного из полков бригады. Потеряв 12 танков, 2 самоходных артиллерийских установки и до роты пехоты, немцы отошли на исходные позиции. 13 января 1945 года войска 3-го Белорусского фронта начали Инстербургско-Кёнигсбергскую операцию. При прорыве долговременной глубоко эшелонированной обороны неприятеля в районе Гольдапа в период с 20 по 25 января бригада Радченко продемонстрировала отличную слаженность, маневренность и боевую выучку. Обеспечивая продвижение вперёд частей 71-го стрелкового корпуса своей армии, артиллеристы бригады уничтожили 11 противотанковых орудий противника, 18 станковых и 8 ручных пулемётов, до батальона вражеской пехоты. 6 февраля 1945 года бригаде Радченко был дан приказ пробиться на помощь оказавшимся в окружении в городе Ландбсберг советским частям. Действовать бригаде пришлось без поддержки пехоты, но артиллеристы блестяще справились с поставленной задачей, уничтожив в боях 5 танков и САУ, 22 пулемёта, 4 орудия противотанковой обороны и до батальона вражеской пехоты.
В феврале — марте 1945 года 23-я отдельная истребительно-противотанковая бригада полковника В. Д. Радченко участвовала в операции по окружению и ликвидации стопятидесятитысячной группировки врага северо-западнее населённого пункта Хейльсберг (Хейльсбергская операция), в ходе которой советскими войсками было уничтожено 93 тысячи немецких солдат и ещё 46 тысяч было взято в плен. В период с 6 по 9 апреля 1945 года Василий Дмитриевич со своими бойцами участвовал в штурме столицы Восточной Пруссии города-крепости Кёнигсберга.
После завершения Великой Отечественной войны гвардии полковник В. Д. Радченко продолжал службу в Советской Армии. В 1956 году по состоянию здоровья он вышел в отставку. Жил в городе Житомире. Работал в местном отделении Военно-научного общества. Активно участвовал в патриотическом воспитании молодёжи. 2 августа 1979 года Василий Дмитриевич скончался. Похоронен в Житомире.

## Награды
- Медаль «Золотая Звезда» (24.12.1943);
- два ордена Ленина (24.12.1943; 30.12.1956);
- два ордена Красного Знамени (21.04.1943; 15.11.1950);
- орден Кутузова 2-й степени (19.04.1945);
- два ордена Красной Звезды (24.12.1942; 05.11.1946);
- медали, в том числе:
  - медаль «За боевые заслуги» (03.11.1944);
  - медаль «За оборону Сталинграда»;
  - медаль «За взятие Кёнигсберга».

## Память
- Имя Героя Советского Союза В. Д. Радченко увековечено на мемориале Героев Советского Союза — выпускников Киевского высшего зенитного ракетного инженерного училища имени С. М. Кирова.
- Имя Героя Советского Союза В. Д. Радченко носит Житомирский областной клуб книголюбов.

## Документы
- Общедоступный электронный банк документов «Подвиг Народа в Великой Отечественной войне 1941—1945 гг.» Дата обращения: 18 сентября 2013. Архивировано из оригинала 11 мая 2017 года.

Представление к званию Героя Советского Союза.
Орден Красного Знамени (наградной лист и приказ о награждении от 21.04.1943).
Орден Кутузова 2-й степени (наградной лист).
Указ ПВС СССР о награждении орденом Кутузова 2-й степени.
Орден Красной Звезды (наградной лист и приказ о награждении от 24.12.1942).